# Nordhessische Ahle Wurscht

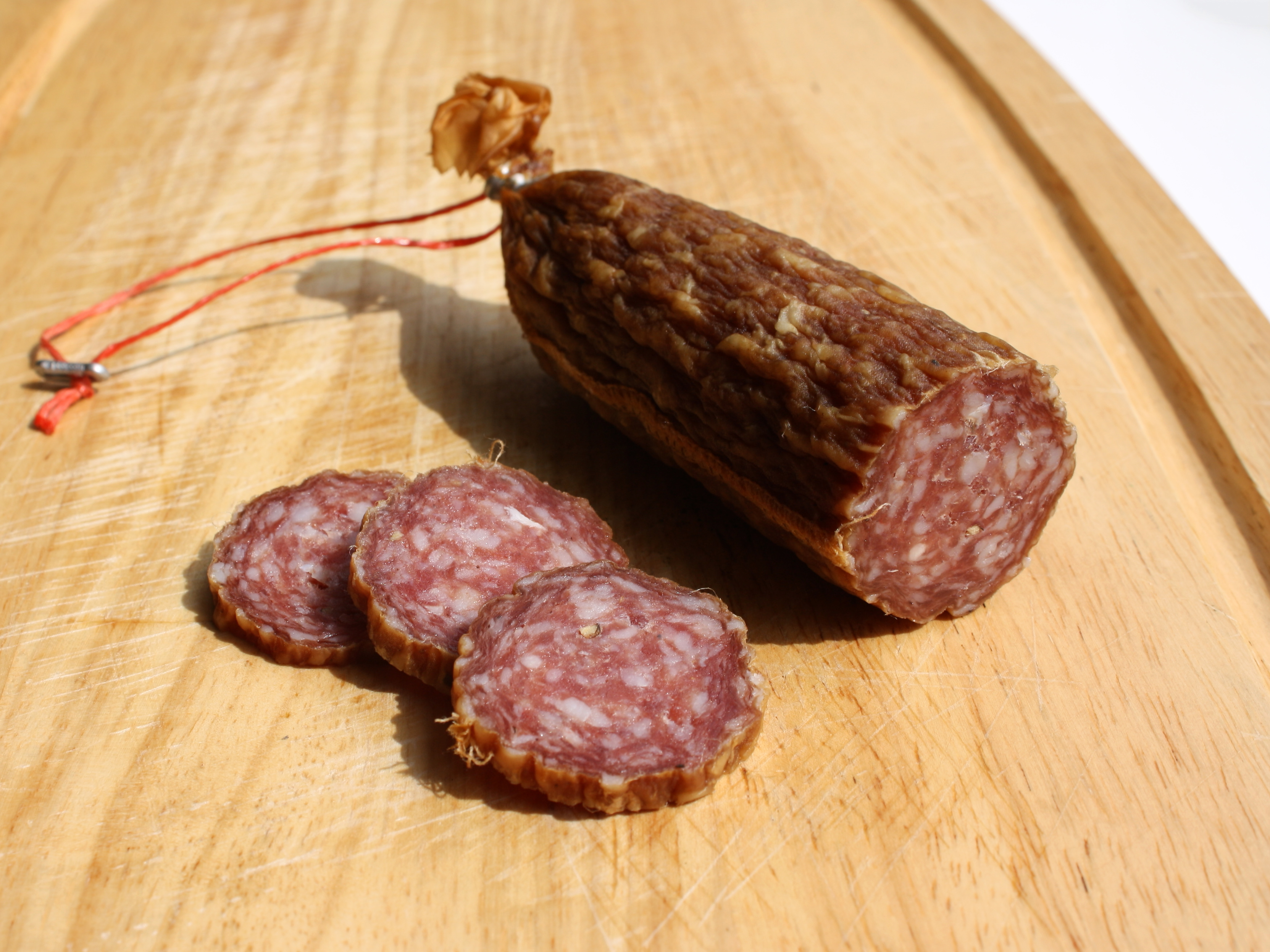
Ahle Wurscht

Unter der Bezeichnung Nordhessische Ahle Wurscht hat die Initiative Slow Food eine traditionelle Zubereitungsweise der hessischen Rohwurstsorte Ahle Wurst (entsprechend der Aussprache in hessischer Mundart auch Ahle Wurscht oder Ahle Worscht) in ihre Arche des Geschmacks aufgenommen.
Die Nordhessische Ahle Wurscht wurde im Juni 2004 in die „Arche des Geschmacks“ aufgenommen, um die traditionelle Herstellungsweise zu fördern und als Kulturgut zu sichern.
Für die Herstellung wird das Fleisch von älteren Schweinen (Wurstschweinen) verwendet, die speziell für die Herstellung von Wurst gezüchtet werden. Deren Fleisch wird kurz nach der Schlachtung („schlachtwarm“) oder ohne Reifung zur Wurstmasse verarbeitet. Die Fleischteile werden mit einem Fleischwolf in mittelgrober Körnung zerkleinert. Typische Gewürze sind Speisesalz und Salpeter, bzw. Nitritpökelsalz. Die Verwendung weiterer Würzmittel hängt von der Rezeptur des jeweiligen Herstellers ab. Die Würste werden traditionell in Wursthüllen mit unterschiedlichen Durchmessern hergestellt. Je nach Durchmesser beträgt die Reifezeit drei bis neun Monate.
Auf Initiative von Slow Food Nordhessen gründete sich im Oktober 2004 der Förderverein Nordhessische Ahle Wurscht e. V.
Dieser vergibt jährlich das Markenzeichen Nordhessische Ahle Wurscht. Zu den Qualitätsanforderungen dieses Vereins gehört die ausschließliche Verwendung von Schweinefleisch aus der Region Nordhessen oder angrenzenden Regionen, ein Mindestgewicht der Schlachtschweine von 150 kg und die Verarbeitung des Fleischs innerhalb von 32 Stunden nach der Schlachtung durch Betriebe in der Region. Als Würzmittel dürfen Knoblauch, Koriander, Muskat, Pfeffer, Piment, Senfkorn und Zucker verwendet werden. Auf die Zugabe von Nitritpökelsalz, Starterkulturen, Geschmacksverstärker und Reifebeschleuniger verzichten die dem Verein angeschlossenen Hersteller.
Man unterscheidet zwei Sorten mit unterschiedlichen Mindestreifezeiten. Runde werden zu einer Schlaufe gebogen. Sie haben einen Durchmesser von ca. 35 mm und eine Reifezeit von mindestens vier Wochen im Schweinedarm bzw. sechs Wochen im Rinderdarm. Stracke werden gerade belassen. Ihr Durchmesser beträgt 43 mm bis 80 mm und ihre Reifezeit zwei bis sieben Monate.